# Orde van het Nobele Buchara

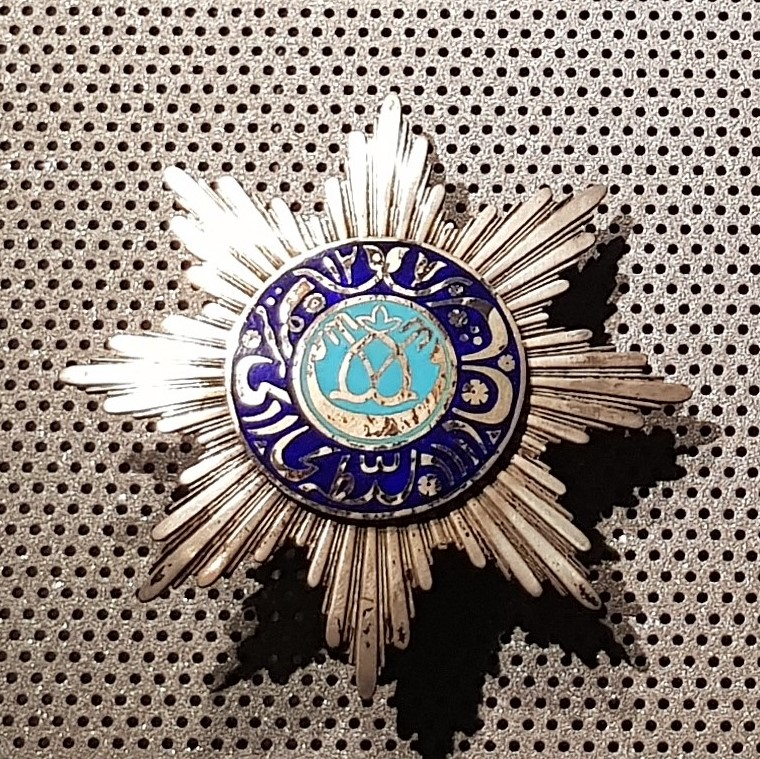
Orde van het Nobele Buchara

De Orde van het Nobele Buchara ("Nishoni Bukhoroi Sharif") werd in 1881 door Emir Muzaffar ud Din van Emiraat Buchara ingesteld. De orde had acht graden. Er was geen lint en de draagwijze van de orde is onbekend.